# Anthomuricea antillarum
Anthomuricea antillarum is een zachte koraalsoort uit de familie Plexauridae. De koraalsoort komt uit het geslacht Anthomuricea. Anthomuricea antillarum werd in 1931 voor het eerst wetenschappelijk beschreven door Aurivillius. 